# 真宗大谷派桑名別院本統寺
桑名別院本統寺（くわなべついんほんとうじ）は、三重県桑名市にある真宗大谷派の寺院である。同派の別院。真宗本廟（東本願寺）を本山と仰ぐ。本尊は阿弥陀如来。別称は桑名御坊や今寺。地元では桑名の御坊さん（くわなのごぼうさん）と呼ばれ親しまれている。
境内には松尾芭蕉「野ざらし紀行」跡冬牡丹句碑があり、1968年（昭和43年）2月20日にはこの句碑が桑名市指定文化財に指定された。東側には桑名別院本統寺に由来する寺町通り商店街がある。

## 歴史

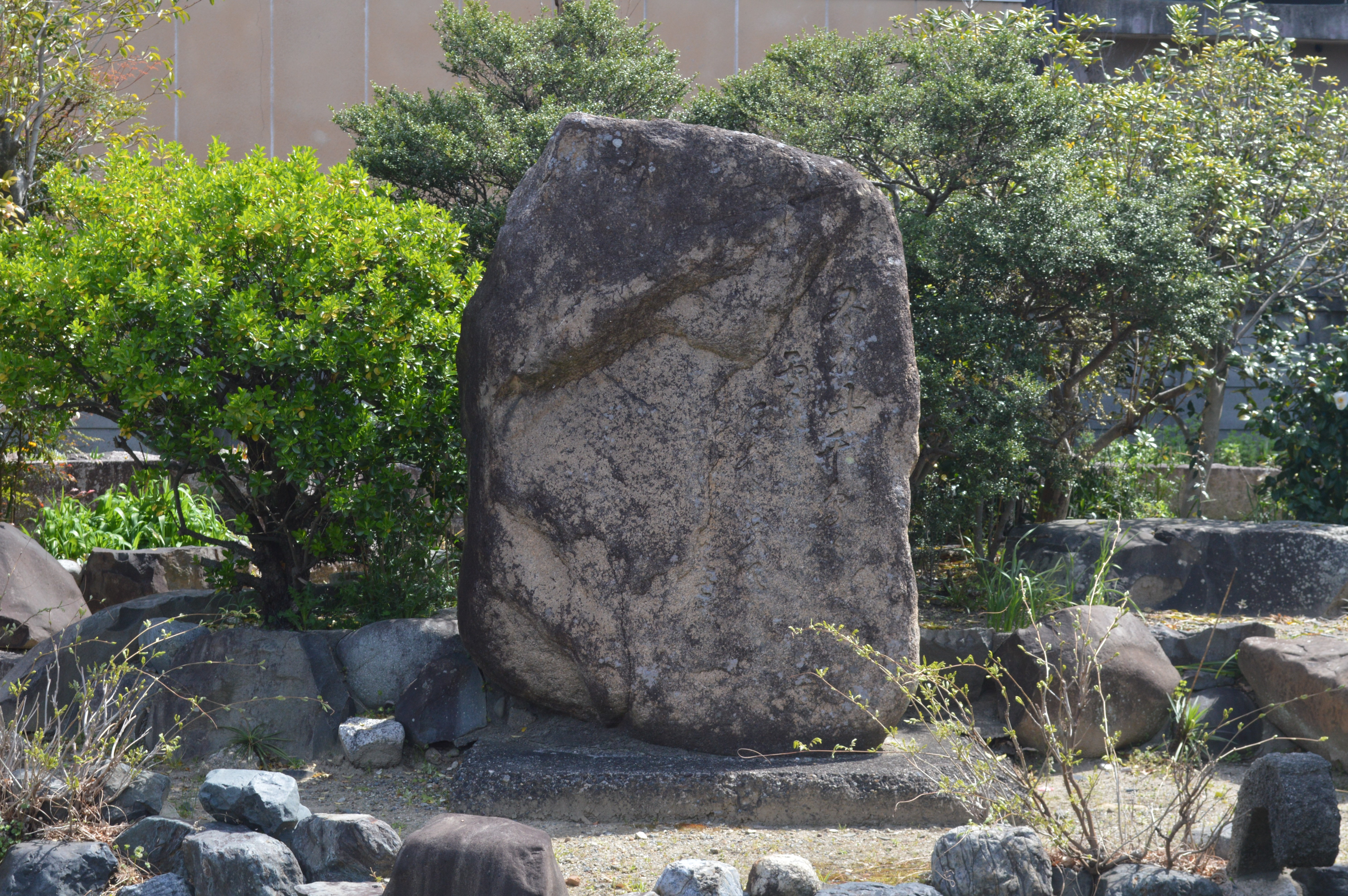
松尾芭蕉「野ざらし紀行」跡冬牡丹句碑

元亀から天正にかけて、大坂本願寺と織田信長は、後に本願寺十年戦争（石山合戦）といわれる騒乱の中で幾度となくぶつかり合っていた。当時、伊勢国、尾張国、美濃国の三国の水陸の交通の要所であった桑名の地は、長島一向一揆をはじめとする真宗の一大法難の時期に直面していた。本願寺第11代顕如は、この桑名（当時の地名は三崎〈みさき〉）に「今寺」（いまでら）と称する一宇の坊舎を開創し、本山との連絡や種々の法務、非常時の協議集合の拠点とした。
その後、争乱が終結した慶長元年（1596年）、第12代教如が「今寺」を本願寺の禄所（ろくしょ）として取り立てたのが桑名別院のはじまりである。当別院の開基は教如の娘の長姫であるが、女性が開基である別院は全国でも珍しい。開創当時、長姫は9歳であったため、実際には、小松（現・石川県小松市）勧帰寺の玄誓が寺務を執った。第2代に、宣如の兄弟である寿量院宣慧を迎え、寺号を寿量院と号した。第3代には琢如の兄弟である慧浄院琢慧を迎え、順次継承された。慶安2年（1649年）5月4日には、宣如が教如の考えに基づき、「我が正当の血統の寺」という意味で名付けた「本統寺」へと改称された。延宝年間（1673年～1681年）、失火により悉く諸殿を焼失するも、山田彦左衛門の一寄進により、壮大な八棟造りの本堂はじめ、対面所、書院等が復興された。
しかし、これらの諸殿も1945年（昭和20年）7月の、二度にわたる桑名空襲により、灰燼に帰した。唯一戦火を免れたのは、境内に現存する親鸞の銅像であるが、その親鸞像の笠を下から見上げると焼夷弾が貫通してできた小さな穴を見ることができる。戦災によって多大な被害を受けた当別院であるが、門末の法義篤く、本堂は京都府の時宗寺院より、山門および鐘楼堂、南北門は大阪府の八尾別院より、庫裏は岐阜県海津市の豪農菱田氏より譲り受け、1950年（昭和25年）に復興された。

### 年表
- 元亀元年（1570年） - 伊勢・尾張・美濃の衆徒、桑名三崎に総会所を作り「今寺」と呼ばれる[2]。本願寺第11代顕如、織田信長への敵対の意を表明し各地の門末に激文を送る[2]。それに呼応して長島一揆勢が蜂起[2]。
- 元亀2年（1571年）5月 - 織田信長第1次長島侵攻[2]。
- 天正元年（1573年）9月 - 織田信長第2次長島侵攻[2]。
- 天正2年（1574年）7月 - 織田信長第3次長島侵攻[2]。長島城陥落。長島一向一揆終結[2]。
- 慶長元年（1596年） - 本願寺第12代教如「今寺」を伊勢、尾張、美濃の三国の禄所として取り立てる[2]。桑名御坊と呼ばれる[2]。教如、息女長姫を開基（寺務職）として桑名に派遣[2]。長姫が幼少(9歳)であったため、小松 歓帰寺の玄誓が寺務を執る[2]。
- 寛永元年（1624年） - 本願寺第13代宣如嫡男、寿量院宣慧、第2代として入寺[2]。長姫の養子となる[2]。
- 寛永18年（1641年） - 桑名御坊本堂建立[2]。
- 寛永20年（1643年）7月26日 - 第2代寿量院宣慧逝去。12月17日、開基長姫逝去[2]。
- 慶安2年（1649年）5月4日 - 「本統寺」の寺号を下賜される[2]。
- 慶安3年（1650年）4月25日 - 本願寺第14代琢如次男、慧浄院琢慧、第3代として入寺[2]。
- 寛文5年（1665年）8月16日 - 失火により焼失[2]。
- 貞享元年（1684年） - 松尾芭蕉が宿泊する[2]。
- 貞享3年（1686年） - 豪商 山田彦左衛門の一寄進により本堂再建[2]。間口15間2尺、奥行14間4尺、八つ棟構造の壮大な建築[2]。
- 元禄3年（1690年） - 琢如六男、深広院常智、第4代として入寺[2]。
- 宝永6年（1709年） - 第3代慧浄院琢慧逝去[2]。
- 享保2年（1717年） - 第4代深広院常智逝去[2]。
- 嘉永元年（1848年） - 本願寺第20代達如三男、深量院達智、第5代として入寺[2]。
- 1869年（明治2年） - 第5代深量院達智、病のため退隠[2]。
- 1880年（明治13年） - 明治天皇巡幸の際、行在所となる[2]。
- 1887年（明治20年） - 本願寺第21代厳如四男、慧日院厳量、第6代に就任[2]。
- 1945年（昭和20年）7月 - 二度にわたる桑名空襲により、諸殿灰燼に帰す[2]。
- 1950年（昭和25年） - 本堂および諸殿が再建される[2]。本堂は京都府の時宗寺院、山門、鐘楼堂、南北門は、大阪府の八尾別院、庫裡は岐阜県海津市の豪農、菱田氏より譲り受ける[2]。
- 1951年（昭和26年）6月26日 - 第6代慧日院厳量逝去[2]。
- 1954年（昭和29年） - 慧照院瑩俊、第7代に就任[2]。1958年（昭和33年）退任。
- 1958年（昭和33年） - 本願寺第24代闡如、第8代に就任[2]。
- 1996年（平成8年） - 本願寺第25代浄如、第9代に就任[2]。

## 文化財
市指定文化財
- 芭蕉「野ざらし紀行」跡冬牡丹句碑 - 桑名市指定文化財。1968年（昭和43年）2月20日指定。